# IC 3008
IC 3008 је спирална галаксија у сазвјежђу Береникина коса која се налази на листи објеката дубоког неба у Индекс каталогу.
Деклинација објекта је + 13° 34' 41" а ректасцензија 12h 7m 51,8s. Привидна величина (магнитуда) објекта IC 3008 износи 14,2 а фотографска магнитуда 15,0. IC 3008 је још познат и под ознакама MCG 2-31-31, CGCG 69-55, PGC 38512.